# Елизабет Ланггесер
Елизабет Ланггесер (на немски: Elisabeth Langgässer) е германска писателка, представителка на християнски ориентираната литература на XX век.
Сред основните ѝ теми спада конфликтът между сатанинския разюздан живот и божествената същност. Така тя се вписва в традицията на християнските мистици.

## Живот
Елизабет Ланггесер е родена през 1899 г. в дома на католически строителен съветник от еврейски произход. През 1909 г. семейството се мести в Алцай, където Елизабет учи в девическа гимназия и допълнително посещава педагогически семинар. От 1919 до 1928 г. работи като начална учителка в Зелигенщат и Грисхайм.
През 1924 г. излиза първата ѝ стихосбирка „Тропикът на агнеца“ („Der Wendekreis des Lammes“). През 1929 г. ражда в Мюнхен (без брак) дъщеря си Корделия. Същата година се пренася в Берлин, където отново работи като учителка.
От 1931 г. Ланггесер е писателка на свободна практика. След завземането на властта от националсоциалистите при последните свободни избори през март 1933 г., тя гласува за Адолф Хитлер. През 1935 г. успява да публикува стихосбирка, а през 1936 г. – и роман. През 1935 г. се омъжва за редактора Вилхелм Хофман, който скоро след това остава без работа поради женитбата си с „полуеврейка“ – съгласно расистките Нюрнбергски закони.
През 1936 г. Елизабет Ланггесер като „полуеврейка“ е изключена от Имперската писателска камара. От това следва забрана за публикуване, която обаче писателката не спазва. През 1938 г., малко преди Аншлуса на Австрия към Германския Райх, Ланггесер успява да издаде в Залцбург книгата си „Спасение край Рейн“ („Rettung am Rhein“). Освен това започва тайно да работи над най-известната си творба, романа „Незаличимия печат“ („Das unauslöschliche Siegel“).
През Втората световна война след 1942 г. Ланггесер трябва да полага принудителен труд във фабрика за муниции. През същата година изпитва първите симптоми на множествена склероза. Дъщеря ѝ Корделия, която според Нюрнбергските закони е „пълнокръвна еврейка“ (баща ѝ е еврейски професор), макар и през 1943 г. чрез осиновяване да е получила испанско гражданство, не може да напусне Германия. През 1944 г. е депортирана в концлагера Терезиенщат, а малко след това – в лагера за унищожение Аушвиц. Корделия все пак оцелява и през 1945 г. в спасителна акция, наречена „Бял автобус“, е отведена в Швеция.
След края на войната през 1945 г. Елизабет Ланггесер успява да завърши романа си „Незаличимия печат“ (1946). През същата година отново се проявяват признаци на заболяването ѝ от множествена склероза. Тогава за първи път получава от Швеция известия за дъщеря си Корделия, която се е спасила от Холокоста.
През 1947 г. Ланггесер произнася реч на Първия конгрес на немските писатели, проведен в Берлин. През 1948 г. се пренася в общността Райнцаберн в Рейнланд-Пфалц и публикува сборника с разкази „Торсът“ („Der Torso“). През март 1950 г. е приета в Майнската академия на науките и литературата.
От края на юни писателката е прикована на легло от нов пристъп на множествена склероза и след десетдневна кома умира на 25 юли 1950 г. в Карлсруе на 51-годишна възраст. Погребана е в Старото гробище на Дармщат.

## Признание
В годината на смъртта ѝ (1950) Елизабет Ланггесер получава посмъртно престижната литературна награда „Георг Бюхнер“ на Немската академия за език и литература в Дармщат.
В чест на писателката родният ѝ град Алцай учредява през 1988 г. литературната награда „Елизабет Ланггесер“, с която на всеки три години се удостояват немскоезични автори, чието творчество „поради езиковата си изразителност следва делото на Елизабет Ланггесер“.